# Першотравневе (Василівська міська громада)
Першотравне́ве — село в Україні, у Василівській міській громаді Василівського району Запорізької області. Населення становить 439 осіб. До 2020 орган місцевого самоврядування — Скельківська сільська рада.

## Географія
Село Першотравневе знаходиться за 2 км від лівого берега Каховського водосховища (Дніпро), на відстані 1 км від села Шевченка та за 3 км від міста Василівка. Поруч проходять автомобільні дороги Р37 та Т 0817.

## Історія
- 1922 — дата заснування.
- 12 червня 2020 року, відповідно до Розпорядження Кабінету Міністрів України від № 713-р «Про визначення адміністративних центрів та затвердження територій територіальних громад Запорізької області», увійшло до складу Василівської міської громади[1].
- 19 липня 2020 року, в результаті адміністративно-територіальної реформи та ліквідації колишнього Василівського району (1923—2020), село увійшло до складу новоутвореного Василівського району[2].
- 22 червня 2023 року рішенням Національної комісії зі стандартів державної мови віднесено до списку населених пунктів, які «можуть не відповідати лексичним нормам української мови», зокрема стосуватися «російської імперської чи колоніальної політики». Громаді рекомендовано обґрунтувати доцільність збереження поточної назви або  запропонувати нову назву в установленому законодавством порядку.[3]

Колишній орган місцевого самоврядування - Скельківська сільська рада.

## Населення

### Мова
Розподіл населення за рідною мовою за даними перепису 2001 року:
| Мова       | Кількість | Відсоток |
| ---------- | --------- | -------- |
| українська | 397       | 90.43%   |
| російська  | 42        | 9.57%    |
| Усього     | 439       | 100%     |